# Victoria Beckham
Victoria Beckham (født Victoria Caroline Adams 17. april 1974) er en engelsk modedesigner, tidligere popsangerinde, der opnåede sin berømmelse som medlem af pigegruppen Spice Girls, som "Posh Spice", et kælenavn hun fik af BBC's Top of the Pops-magasin. Hun er gift med den forhenværende fodboldspiller David Beckham.

## Karriere
Victoria Beckham blev født i Goff's Oak, Hertfordshire som datter af Anthony William Adams, en elektronikmekaniker, og Jacqueline Doreen Cannon (bedre kendt som Jackie Adams). Hun er den ældste af tre børn (søster Louise Flood og bror Christian Adams).
Før hun kom med i Spice Girls, trænede og arbejdede hun en del som danser og model, og var med i et band hvor hun skulle være sangerinde, men som hun dog forlod til fordel for Spice Girls-projektet. Selvom hun indrømmer at have sunget falsk til optagelsesprøven (hun mente dog at sangen ikke var i hendes toneart men 'hun kan virkelig synge'), blev hun alligevel udvalgt.
Den 4. juli 1999 giftede hun sig med fodboldspilleren David Beckham. Sammen har de tre sønner og en datter: Brooklyn Joseph (født 4. marts 1999), Romeo James (født 1. september 2002), Cruz David (født 20. februar 2005) og Harper Seven (født 10. juli 2011).
Selvom hun nok er en af Storbritanniens største berømtheder, og alt hendes musik har nået top 10, betragtes Victoria Beckhams solokarriere generelt som et kommercielt flop. Hun er den eneste eks-Spice Girl, som ikke har haft en nr. 1-single i Storbritannien: "Out of Your Mind" (2000) som nr. 2 har været det tætteste hun er kommet. 
Debutalbummet blev nr. 10 på den britiske album-hitliste. Albummet indeholdt den meget omdiskuterede "Every Part Of Me". Victoria var selv med til at skrive sangen og tilegnede den sin søn, Brooklyn. Man kan også høre Brooklyn i begyndelsen af nummeret; hans 'del' blev optaget under en pause i indspilningerne.
Hendes debutsingle, "Not Such An Innocent Girl", blev udgivet i september 2001, og hun oplevede en del konkurrence fra Kylie Minogues "Can't Get You Out of My Head". Victoria prioriterede dette projekt højt, og gav nummeret en dyr og raffineret musikvideo. Singlen blev ikke et så stort hit som håbet. Singlen startede på hitlistens sjetteplads, mens Kylie gik ind som nr. 1.
Albummets anden single var "A Mind Of Its Own". Dette nummer var langsommere og mere udviklet. Victoria høstede en del anerkendelse fra anmeldere herfor. På trods af rosen stoppede nummeret som nr. 6 på den britiske hitliste og solgte kun 66.000 eksemplarer.
En tredje single, "I Wish", var planlagt. Singlen skulle have været et remix med Robbie Craig. Nummeret blev dog aldrig udgivet, da Victoria forlod sit pladeselskab, Virgin Records.
This Groove / Let Your Head Go (en dobbelt A-side) blev udgivet i Storbritannien i slutningen af december 2003 og blev nr. 3 på hitlisten. Singlen var resultatet af et kompromis med hendes manager Simon Fuller, da en side var en pop-/dance-sang, og den anden sang var tydeligt inspireret af R&B fra hendes nye mentor Damon Dash.
Uoverensstemmelser mellem Dash og Fuller om hvordan de skulle administrere og producere Victorias karriere og musik førte til, at singlen ikke blev udgivet i USA. Victoria begyndte herefter i stedet at arbejde med modedesign for Rock and Republic, selvom singlen viste sig at opnå succes både kommercielt og hos kritikerne. De fleste kritikere var enige om, at Victoria havde lavet en god popsang og forskelligheden mellem de to sange beviste at hun musisk spændte bredere end nogle tidligere havde ment. Singlen solgte over 60.000 eksemplarer og klarede sig meget bedre end hendes tidligere værker. Singlen fik den største solo-Spice Girl-succes siden Geri Halliwells "It's Raining Men".
I foråret 2004 bekendtgjorde Victoria at hendes næste single ville blive sangen "My Love Is For Real", skrevet af Cathy Dennis. Der var flere meldinger om, at sangen var meget mere pop/dance-orienteret end Victorias tidligere musik. Singlen blev ikke udgivet, da Victorias pladeselskab, Telstar, gik bankerot. Alle hendes, og mange andres (deriblandt Mis-teeq og Craig David) fremtidige udgivelser blev aflyst, og Victoria opgav derefter sin musikkarriere.

## Bøger
Victoria Beckham har skrevet en selvbiografi, Learning to Fly, selvom hun har udtalt til en spansk journalist i 2005 at hun "ikke har læst en bog i hele sit liv". Dette citat blev dog delvist taget tilbage, da hun fortalte en anden interviewer at hun mente at hun aldrig havde haft tid til at læse en bog fra ende til anden. Bogen var den tredjebedst sælgende ikke-fiktionsbog i 2001, og er blevet oversat til flere asiatiske sprog.
Foruden sin selvbiografi fra 2001, udgav Victoria Beckham endnu en bog i 2006, That Extra Half an Inch: Hair, Heels and Everything In Between. Den indeholder tips om mode, stil og skønhed, og bogen er karakteriseret med flotte billeder af Mario Testino, Annie Leibovitz og Steven Meisel. Bogen blev ligesom den forhenværende selvbiografi en bestseller. Rettighederne er solgt både til Japan, USA, Nederlandene, Portugal, Litauen, Rusland og Kina.

## Designer
I 2004 designede Victoria en modetøjserie for Rock and Republic kaldet 'VB Rocks', som hovedsageligt består af cowboybusker til den dyre ende af markedet (sælges for omkring 300 $ i USA). Tøjserien var vellykket og Victoria har bidraget med flere tøjserier, deriblandt tøj til børn og mænd i foråret/efteråret 2006. Hun har også arbejdet på en række tøj til kvinder, deriblandt bluser og skørter.
Sidenhen er Victoria blevet anerkendt som en prisvindende designer.

## Diskografi

### Albums
- 2001 Victoria Beckham nr. 10 Storbritannien (60.000 eksemplarer), på verdensplan 100.000 solgte eksemplarer.

### Singler
- "Out of Your Mind" (2000) med Truesteppers og Dane Bowers] nr. 2 i Storbritannien (376.000 eksemplarer)
- "Not Such An Innocent Girl" (2001) nr. 6 i Storbritannien (74.740 eksemplarer), nr. 36 i Australien, nr. 15 i Spanien
- "A Mind of Its Own" (2002)" nr. 6 i Storbritannien (60.000 eksemplarer)
- "This Groove / Let Your Head Go" (2003) nr. 3 i Storbritannien (67.200 eksemplarer), nr. 17 i Irland, Top 40 Europæisk airplay, nr. 1 Thailand Airplay, Top 20 Sydafrika Airplay.

De følgende numre er også til rådighed efter The 'Réal' Beckhams-dokumentaren blev udgivet på dvd i starten af 2004: 
- "Me And You This Time"
- "Valentine"
- "Resentment"
- "That Dude"